# Polistes lateritius
Polistes lateritius är en getingart som beskrevs av Smith 1857. Polistes lateritius ingår i släktet pappersgetingar, och familjen getingar. Inga underarter finns listade i Catalogue of Life.